# 다이클로로카벤
다이클로로카벤(영어: dichlorocarbene)은 화학식이 CCl2인 반응성 중간생성물이다. 이 화학종은 아직 분리되지 않았지만 유기화학에서 흔히 사용되는 중간생성물로 클로로포름으로부터 생성된다. 이 구부러진 반자성 분자는 다른 결합에 빠르게 삽입된다.

## 같이 보기
- 클로로포름
- 테트라클로로에틸렌
- 다이플루오로카벤